# جين أير (رواية)
جين أير (بالإنجليزية: Jane Eyre) رواية إنجليزية للكاتبة شارلوت برونتي، نُشرت بتاريخ 16 أكتوبر 1847 في العاصمة البريطانية لندن تحت اسم مستعار هو كيور بيل. تتبع الرواية أحداث حياة جين آير منذ طفولتها في بيت زوجة خالها السيدة ريد مروراً بالظروف القاسية التي عاشتها في مدرسة داخلية (مدرسة لووود) وصولاً إلى حياتها في قصر ثورنفيلد حيث عملت مدرّسة لابنة السيد روتشستر الذي تقع في حبه. تناقش الرواية الظلم الاجتماعي مجسَّداً في أحداث حياة جين المأساوية، وتحمل قيم أخلاقية عالية، وتتوضح لدى جين حقائق كثيرة عن الدين والنظام الاجتماعي.

## مقدمة عن الحبكة
تعتبر رواية جين إير سرد للسيرة ذاتية لجين على لسانها. تتمحور أحداث الرواية حول خمسة مراحل متميزة: طفولة جين في جيتسهيد، حيث أسيئت معاملتها عاطفيًا وجسديًا من قبل عمتها وأولاد عمتها؛ ثم تعليمها في مدرسة لوود، حيث اكتسبت قدوتها وأصدقائها ولكنها أيضا عانت من الحرمان والقهر؛ ثم الفترة التي عملت بها كمربية في ثورنفيلد، حيث وقعت في حب رب عملها إدوارد روشيستر؛ ثم الفترة التي قضتها مع عائلة ريفيرز، حيث تقدم بطلب يدها ابن عمها رجل الدين الجاد ولكنه كان باردً، سانت جون ريفرز؛ وفي النهاية مرحلة لم الشمل والزواج من حبيبها روشيستر. خلال هذه الأجزاء تعرض الرواية وجهات نظر بشأن عدد من القضايا والمشاكل الاجتماعية الهامة، التي ينتقد العديد منها الوضع الراهن في هذا الوقت. وقد ذكر الناقد الأدبي جيروم بيتي أن استخدام منظور شخص واحد فقط في سرد الرواية يجعل القاريء «يقبل دون نقد رؤيتها الكونيه» وغالباً ما تقود قراءتها والمناقشات حولها نحو دعم جين، بغض النظر عن شذوذ أفكارها ووجهات نظرها.
تنقسم رواية جين إير إلى 38 فصلاً، ومعظم الطبعات لا تقل صفحاتها عن 400. وكانت الطبعة الأصلية في 3 مجلدات، الأولى تضُم الفصول من 1 إلى 15، والثانية من 16 إلى 26 والأخيرة من 27 إلى 38. وكان هذا هو نظام النشر المتداول خلال القرن التاسع عشر.
أهدت شارلوت برونتي طبعة الرواية الثانية إلى ويليام ميكبيس ثاكري.

## الحبكة

### طفولة جين

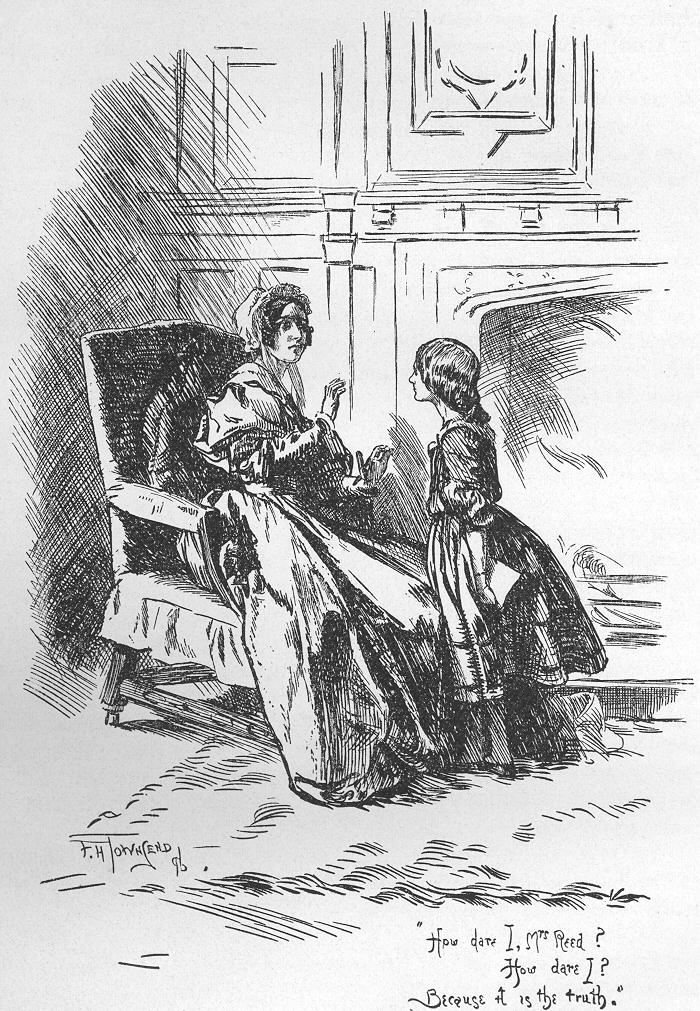
رسمه توضح جدال الطفلة جين أير مع خالتها السيدة ريد في غيتسهيد

تبدأ سيرة جين في سن العاشرة بعد عدة سنوات من وفاة والديها بالتيفوئيد. في هذه المرحلة تعيش جين مع عائلة خالها عائلة ريد بُناء على رغبة خالها المستميتة. لكن لم تتلق جين العطف في هذه العائلة إلا من جانب السيد ريد فقط. وبعد وفاة خالها عانت جين كراهية شديدة من جانب السيدة سارة ريد زوجة خالها؛ حيث كانت تعاملها أسوأ من الخادمة وفي بعض الأوقات كانت تمنع أولادها من التواصل مع جين. لقد تلقت جين سوء معاملة نفسية وجسدية على حد سواء من قبل السيدة ريد وأولادها. أصبحت جين غير سعيدة بشكل لا يصدق بعد استبعادها من الأنشطة العائلية، لم يكن لديها إلا الدمية وفي بعض الأحيان الكتب وكان هذا عزائها الوحيد. لم يكن هناك حليفاً لجين في هذا المنزل إلا الخادمة بيسي على الرغم من أنها كانت توبخ جين بقسوة أحياناً. وتمضي الأيام في هذا المنزل ثم يتم حبس جين في يوم من الأيام في الغرفة الحمراء وهي الغرفة التي توفى فيها السيد ريد حيث أصيبت بالذعر لمشاهدة أطياف لعمها المتوفى. ولم يتم إنقاذها إلا عندما أقنع السيد لويد الطبيب السيدة ساره ريد بإرسال جين بعيداً عن طريق السماح لها للذهاب إلى مدرسة لوود. لكنها لم تغادر المنزل إلا بعد أن واجهت جين السيدة ريد وبناتها جورجينا وإليزا بأنهن مخادعات وقالت للسيدة ريد أنها لن تدعوها عمتي مرة أخرى وسوف تخبر الجميع في لوود مدى قسوة المعاملة التي تلقتها منها.

### لوود
عند وصول جين إلى مدرسة لوود الخيرية تجد جين أن القائم على المدرسة السيد بروكلهورست وهو رجل بغيض وبارد المشاعر لديه فكرة مسبقة عنها بأنها مخادعة وحاول نقل هذه الفكرة إلى المعلمين في لووود.. في إحدى المرات، تكسر جين عن طريق الخطأ اللوح الصخري التي كانت تكتب عليه، فتعاقب بالوقوف على مقعد خشبي أمام زميلاتها، ويطلق عليها بروكليهيرست لقب الكاذبة ويمنع الجميع بعدم الحديث معها. ولم يهون على جين وجودها في لوود إلا صديقتها المُقربة هيلين بيرنز. وكانت الأنسه تيمبل هي المعلمة الوحيدة التي تهتم لطالبات المدرسة، فقد ساعدت جين في تبرئتها من اتهامات السيد بروكيلهورست لها أمام المدرسة في نهاية المطاف عندما كتبت للسيد لويد تدافع عن جين.
كانت أوضاع الطالبات الثمانين في لوود قاسية للغاية حيث غرف النوم الباردة والملابس الخفيفة والمهترئة والطعام الذي يقدم في أغلب الأحيان محترقاً. ومرض العديد من طلاب المدرسة بوباء التيفوئيد، ومات الكثير منهم من ضمنهم هيلين بيرنز صديقة جين الوحيدة. وقد جذبت هذه الحادثة اهتمام المسؤولين مما أدى إلى طرد بروكليهرست، بعد ذلك تطورت ظروف المدرسة بشكل كبير بعد بناء مبنى جديد وتطوير الظروف المعيشية على يد عدد من المحسنين والمسؤولين.

### ثورنفيلد هـول
بعد إمضائها ست سنوات كطالبة وسنتين كمدرّسة في لوود، قررت جين مغادرة المدرسة مثل صديقتها وكاتمة أسرارها الأنسة تيمبل. فتقرر العمل كمعلمة خاصة، ولم تتلقى عرض عمل إلا من أليس فيرفاكس مدبرة منزل السيد روشيستر لتدريس أديل. وتقبل جين الوظيفة وتنتقل إلى ثورنفيلد هول لتبدأ مرحلة جديدة من حياتها.
وفي ليلةٍ بينما كانت جين في طريقها إلى بلدة مجاورة يمر بها فارس على حصانه، ثم ينزلق الحصان على الجليد ويسقط الفارس، فتساعده جين على النهوض، لتكتشف لاحقاً عند عودتها إلى القصر أن هذا الرجل هو إدوارد روشيستر مالك المنزل. ويبدأ روشيستر في إثاره غضب جين بسؤالها إذا كانت قد سحرت الحصان لتجعله يقع من عليه. ثم تتطور الأحداث ويبدأ السيد روشيستر وجين بالإعجاب ببعضهم البعض حيث كانوا يقضون وقتاً طويلاً سويه خاصّة وأن جدالاتهما المستمرة قد قربتهما كثيراً.
ثم بدأت أشياء غريبة تحدث في المنزل مثل سماع جين لضحكات غريبة، والحريق الغامض في غرفة السيد روشيستر والهجوم الذي حدث للسيد مايسون ضيف السيد روشيستر. بعد ذلك ترسل السيدة ريد في طلب جين بعد حزنها الشديد لوفاة ابنها، فتذهب جين إلى غيتسهيد للمكوث مع السيدة ريد التي تحتضر. حيث تعترف السيدة ريد لجين بطلب عمها السيد جون إير لتبنيها، وإخبارها له بأن جين قد توفت إثر حمى في لوود وتعطيها رسالته. بعد فتره وجيزه تتوفى عمة جين وتعود جين إلى ثورنفيلد وتبدأ بالتواصل مع عمها.
بعد عودتها إلى ثورنفيلد اعتقدت جين أن السيد روشيستر على وشك الزواج من بلانش انغرام. ولكنه في إحدى الأمسيات يصرح لها بحبه ويتقدم بطلب الزواج منها وتوافق جين. وبينما تستعد لزفافها تتسلل امرأة غريبة ذات مظهر وحشى في ليلة ما إلى غرفتها وتمزق وشاح زفافها إلى نصفين. وكما هو الحال مع كل الأشياء الغامضة التي حدثت سابقاً في ثورنفيلد يبرر السيد روشيستر لجين هذه الحادثة بأن غريس بول إحدى الخادمات تقوم بهذه الأشياء وهي ثملة. ثم بظهور السيد مايسون ومحاميه في حفل الزفاف تكتشف جين أن روشيستر لا يستطيع الزواج منها لأنه لا يزال متزوجاً من أخت السيد مايسون بيرثا وأنه عرف بهذه الزيجة الباطلة من خلال رسالة جين إلى عمها جون إير وقرر منعها. ولم ينكر روشيستر هذا الكلام وحاول الدفاع عن نفسه بأن والده خدعه للزواج من بيرثا بسبب أموالها ولكنه عندما تزوجها اكتشف جنونها مما اضطره في نهاية المطاف إلى حبسها في ثورنفيلد وتعيين غريس بول كممرضة لتعتنى بها. ولكن بيرثا كانت تستغل ثمالة غريس بول لتهرب من غرفتها وتقوم بكل الأشياء الغريبة التي كانت تحدث في القصر. بعد ذلك يطلب روشيستر من جين الذهاب معه إلى جنوب فرنسا والعيش معه بدون زواج. لكنها بالرغم من حبها الشديد له رفضت التخلى عن مبادئها وقامت بمغادرة ثورنفيلد. واضطرت جين للعيش في الشوارع والتسول من أجل الطعام حتى صادفت أفراد أسرة عمها جون إير واكتشفت أنها وريثة لثروة كبرى خلفها لها عمها بعد موته.

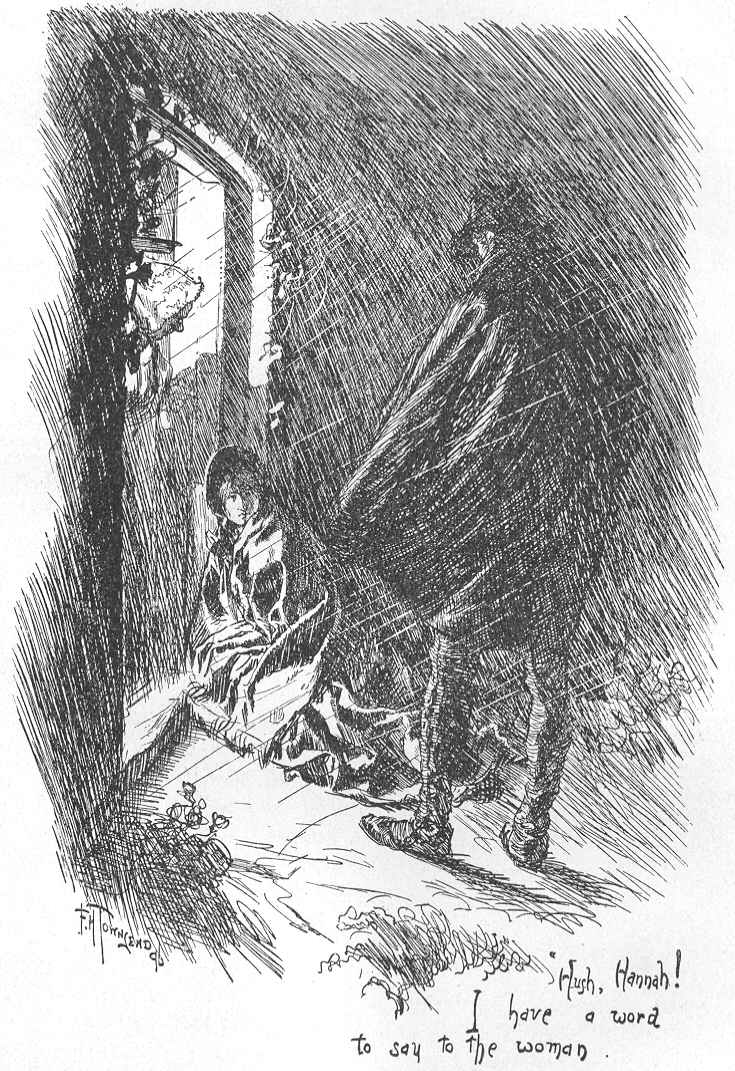
القديس جون ريفرز يعترف لجين عند بيت مور

### الوظيفة الأخرى
سافرت جين إلى لندن باستخدام المال الذي وفّرته. ولكنها فقدت صرة المال في طريقها إلى هناك، ما حدا بها إلى بيع وشاحها وقفازها من أجل الطعام. وبعد عناء وصلت جين إلى منزل ديانا وماري ريفرز ولكن الخادم رفض إدخالها. ومن فرط التعب فقدت وعيها أمام المنزل فقام القديس جون ريفرز رجل الدين وأخ ماري وديانا ريفرز بانقاذها. وبعد أن استعادت صحتها وجد لها وظيفة كمدرسة في إحدى المدارس الخيرية القريبة من المنزل. وأصبحت جين صديقة مقربة لمارى وديانا ولكن القديس جون ظل متحفظا مع جين. ثم بدأت الاختان العمل كمربيتين وغادرتا المنزل مما جعل القديس جون أقرب إلى جين وبدأ في اكتشاف هويتها الحقيقية. ثم فاجئها بإعطائها رساله من عمها الذي كشفت لها بأن عمها قد مات وترك لها ثروه تقدر ب 20000£. حينها بدأت جين بالتساؤلات فكشف لها القديس جون بأن جون عمه وعم أخواته أيضا وبأنهم كانوا يطمحون بالحصول على حصه من الميراث ولكنهم لم يحصلوا في نهايه المطاف على أي شيء. حينها أحست جين بسعادةٍ بالغة لإيجادها عائلتها وأصرت على تقاسم المال بالتساوي مع أولاد عمها وعادت ماري وديانا مرة أخرى إلى المنزل.

### عرض الزواج
معتقداً أنها سوف تصبح زوجة مبشر مناسبة، طلب سبريري من جين الزواج منه والذهاب معه إلى الهند، ليس بدافع الحب ولكن بدافع الواجب. حينها وافقت جين في البداية على الذهاب إلى الهند ولكنها رفضت طلب الزواج واقترحت أن يسافرا معا كأخ وأخته. ولكن بعد ذلك بدأت جين تشعر بعدم رغبتها في الزواج من القديس جون وبدأت تحس بالحنين إلى روشيستر وهذا ما جعلها تقرر العودة إلى ثورنفيلد. لكنها لم تجد إلا حطام بناية سوداء. علمت بعد ذلك أن زوجة السيد روشيستر أشعلت النار في المنزل ثم قامت بالانتحار برمى نفسها من فوق سطح المنزل. ونتج عن الحريق فقد روشيستر يده ونظره. فقررت جين العودة إليه ولكنه يظل خائفا من أنها سترفضه بسبب حالته الصحية. وعندما تأكد من حب جين له وأنها لن تتركه أبدا تقدم بطلب الزواج منها مره أخرى ثم تزوجا. وفي نهاية المطاف استعاد بصره وتمكن من رؤيه أول طفل لهما.

## شخصيات الرواية
- جين اير : بطلة الرواية. أصبحت يتيمة وهي رضيعة. تكافح خلال سنوات نشأتها المحرومة من الحب حتى تصبح مربية في ثورنفيلد هول. رغم أنها تقع في حب مخدومها الثري، إدوارد روشيستر، إلا أن ضميرها اليقظ لا يسمح لها أن تصبح عشيقته، ولا تعود إليه إلا بعد أن تتوفى زوجته وتكون هي نفسها قد أصبحت وريثة لثروة كبرى.
- السيدة سارة رييد: زوجة خال جين والتي تسيء معاملتها.
- السيد بروكلهيرست: رجل دين ومدير مدرسة لوود، يتعامل مع الطالبات بمنتهى الحزم والقسوة.
- هيلين بيرنز: صديقة جين المقربة والتي تتعرف إليها في مدرسة لوود، تتوفى بعد إصابتها بالتيفوئيد. يتكهن البعض بأن شارلوت استمدت شخصية هيلين من أختها ماريا.
- إدوارد فيرفاكس رويشستر: سيد ثورنفيلد هول. خُدع ليتزوج من بيرثا مايسون قبل التقاءه بجين.
- آديل: الطفلة الفرنسية، والتي يرعاها السيد رويشستر وتبين انها ابنته من مغنية فرنسية لم يحبها. تعمل جين مربيةً لها.
- السيدة فايرفاكس : مدبرة المنزل في ثورنفيلد، تعامل جين بلطف ولكنها لا توافق على خطبتها من السيد روشيستر.
- بلانش انغرام : شخصية بارزة في المجتمع، يرافقها السيد روشيستر لإثارة غيرة جين. وهي وصفت بأنها بارعة الجمال، ولكنها تتخذ سلوكاً مخادعاً.
- بيرثا مايسون : زوجة رويشستر المجنونة والعنيفة.
- ريتشارد مايسون : رجل إنكليزي يعيش في جزر الهند الغربية، والذي يسبب مجيئه إلى ثورنفيلد افتضاح أمر وجود بيرثا.
- غريس بول : الخادمة التي تعنى بأمر بيرثا مايسون.
- سانت جون ريفرز : رجل دين يساعد جين، ويتبين انه ابن عمها، هو بطبيعته بارد ورزين جداً.
- ديانا وماري ريفرز : أخوات جون وبنات عم جين.
- جون أير : عم جين الذي يترك لها ثروته كلها.

## ملاحظة نقدية
على الرغم من أن رواية جين اير منتشرة بشكل شائع وتعتبر من الأدب الإنجليزي الذي يدرس في المدارس الثانوية ومدخل لتعلم اللغة الإنجليزية الا ان الروية لم تحظ أي قبول في عام 1848 حيث وجدت إليزابيث ريغبي (في وقت لاحق إليزابيث إيستليك) والتي استعرضت جين اير في ذي كوارتيرلي ريفيو بأنها «تشكل بشكل مبدئي تكوينا معاديا للمسيحية» وتعلن: «نحن لا نتردد في القول بأن لهجة العقل والفكر الذي أطاح بالسلطة وانتهك كل قانون إنساني وإلهي في الخارج، وعزز الشارتية والتمرد في المنزل، هو نفسه الذي كتب أيضا جين اير».

## روابط خارجية
- جين أير على موقع الموسوعة البريطانية (الإنجليزية)
- جريدة البيان الإمارات عن رواية جين «جين جعلت لندن تقرأ وتتأمل»